# Соціалістична Республіка Сербія
Соціалістична Республіка Сербія (сербохорв. Socijalistička Republika Srbija / Социјалистичка Република Србија) — соціалістична держава, країна-засновниця Соціалістичної Федеративної Республіки Югославії. Вона є попередником сучасної Сербії, була найбільшою республікою югославської федерації, найбільше населення серед всіх югославських республік, найбільший економічний і політичний потенціал в Соціалістичної Федеративної Республіки Югославії, до того ж, федеральна столиця Югославії — Белград також знаходилася в Сербії.

## Історія
У 1945 — 1963 роках республіка мала офіційну назву Народна Республіка Сербія (Narodna Republika Srbija), а у 1963 — 1990, Соціалістична Республіка Сербія (Socijalistička Republika Srbija). У 1974, республіка була розділена ще на два автономних краї, Воєводина і Косово які мали ті ж права що й союзні республіки Югославії.
Протягом більшої частини свого існування в СФРЮ, Сербія була лояльною і в цілому в підпорядкуванні федеральному уряду. Ситуація змінилася після смерті Тіто в 1980, зростання албанського, а також сербського націоналізму в Косово, призвело до розколу в Союзі комуністів. Успішний переворот відбувся в керівництві Комуністичної партії Сербії, а також Чорногорії у 1988 — 1989, на чолі зі Слободаном Мілошевичем, який підтримував сербських націоналістів в Косово, і скасував автономію Косова.
У 1989, Мілошевич став президентом республіки і зажадав від федерального югославського уряду захисту інтересів Сербії в Косово, відправивши Югославську народну армію взяти контроль над провінцією.
Після 1990, держава отримала назву Республіка Сербія (Republika Srbija), яка була у складі Союзної Республіки Югославії, пізніше Сербія і Чорногорія до 2006 року, коли Сербія стала незалежною державою.

## Демографія

### перепис 1971
У 1971 році загальна чисельність населення в Соціалістичній Республіці Сербії була 8,446,591 осіб, у тому числі:
- Серби = 6,142,071 (72,71%)
- Албанці = 984,761 (11,66%)
- Угорці = 430,314 (5,10%)
- Хорвати = 184,913 (2,19%)
- Мусульмани = 154,330 (1,83%)
- Югослави = 123,824 (1,47%)
- Словаки = 76,733
- Румуни = 57,419
- Болгари = 53,800
- Цигани = 49,894
- Македонці = 42,675
- Русини = 20,608
- Турки = 18,220
- Словенці = 15,957
- Влахи = 14,724

### перепис 1981
У 1981 році загальна чисельність населення в Соціалістичній Республіці Сербії склала 9,313,677 осіб, у тому числі:
- Серби = 6,331,527 (67,96%)
- Албанці = 1,303,032 (13,99%)
- Югослави = 441,941 (4,75%)
- Угорці = 390,468 (4,19%)
- Мусульмани = 215,166 (2,31%)
- Хорвати = 149,368 (1,60%)
- Цигани = 110,956 (1,19%)
- Македонці = 48,986
- Словенці = 12,006

## Адміністративно-територіальний поділ Югославії та її складових (1943-2010)
| 1943          | 1946           | 19631                   | 19741                   | 1991                    | 1992                       | 1999                       | 2003                       | 2006                 | 2008                 |
| ДФЮ           | ФНРЮ           | СФРЮ                    | СФРЮ                    | розпущена               | розпущена                  | розпущена                  | розпущена                  | розпущена            | розпущена            |
| ФД БіГ        | НР БіГ         | СР Боснія і Герцеговина | СР Боснія і Герцеговина | СР Боснія і Герцеговина | Боснія і Герцеговина       | Боснія і Герцеговина       | Боснія і Герцеговина       | Боснія і Герцеговина | Боснія і Герцеговина |
| ФД Хорватія   | НР Хорватія    | СР Хорватія             | СР Хорватія             | Республіка Хорватія     | Республіка Хорватія        | Республіка Хорватія        | Республіка Хорватія        | Республіка Хорватія  | Республіка Хорватія  |
| ФД Македонія  | НР Македонія   | СР Македонія            | СР Македонія            | Північна Македонія      | Північна Македонія         | Північна Македонія         | Північна Македонія         | Північна Македонія   | Північна Македонія   |
| ФД Македонія  | НР Македонія   | СР Македонія            | СР Македонія            |                         | ФРЮ                        | ФРЮ                        | Сербія і Чорногорія2       | розпущена            | розпущена            |
| ФД Чорногорія | НР Чорногорія  | СР Чорногорія           | СР Чорногорія           | СР Чорногорія           | Р Чорногорія (федеративна) | Р Чорногорія (федеративна) | Р Чорногорія (федеративна) | Чорногорія           | Чорногорія           |
| ФД Сербія     | НР Сербія      | СР Сербія               | СР Сербія               | СР Сербія               | Р Сербія (федеративна)     | Р Сербія (федеративна)     | Р Сербія (федеративна)     | Сербія               | Сербія               |
| ФД Сербія     | • АК Воєводина | • САК Воєводина         | • САК Воєводина         | • АР Воєводина          | • АР Воєводина             | • АР Воєводина             | • АР Воєводина             |                      |                      |
| ФД Сербія     | • АК Косово 3  | • САК Косово            | • САК Косово            | • АК Космет 3           | • АК Космет 3              | Протекторат ООН            | Протекторат ООН            | Протекторат ООН      | Республіка Косово    |
| ФД Словенія   | НР Словенія    | СР Словенія             | СР Словенія             | Республіка Словенія     | Республіка Словенія        | Республіка Словенія        | Республіка Словенія        | Республіка Словенія  | Республіка Словенія  |

| ФНР | "Федеративна Народна Республіка" | НР | "Народна Республіка"     |     |                                        |
| АК  | "Автономний Край"                | ФР | "Федеративна Республіка" | САК | "Соціалістичний Автономний Край"       |
| БіГ | Боснія і Герцеговина             | Р  | "Республіка"             | СФР | "Соціалістична Федеративна Республіка" |
| ДФ  | "Демократична Федерація"         | ФД | "Федеральна Держава"     | СР  | "Соціалістична Республіка"             |

1  Роки, коли вступила в дію Конституція СФРЮ та були внесені зміни.

2  Союзна Республіка Югославія.

3  Космет скорочення від Косово і Метохія.